# دیزنی ای‌بی‌سی
دیزنی ای‌بی‌سی (انگلیسی: Disney–ABC Domestic Television) شرکت رسانه‌ای آمریکایی است، که در سال ۱۹۸۵ تأسیس شد.